# Municipio de Ishpeming
El municipio de Ishpeming (en inglés: Ishpeming Township) es un municipio ubicado en el condado de Marquette en el estado estadounidense de Míchigan. En el año 2010 tenía una población de 3513 habitantes y una densidad poblacional de 14,83 personas por km².

## Geografía
El municipio de Ishpeming se encuentra ubicado en las coordenadas 46°37′35″N 87°41′24″O / 46.62639, -87.69000. Según la Oficina del Censo de los Estados Unidos, el municipio tiene una superficie total de 236.94 km², de la cual 223,49 km² corresponden a tierra firme y (5,68 %) 13,45 km² es agua.

## Demografía
Según el censo de 2010, había 3513 personas residiendo en el municipio de Ishpeming. La densidad de población era de 14,83 hab./km². De los 3513 habitantes, el municipio de Ishpeming estaba compuesto por el 96,95 % blancos, el 0,17 % eran afroamericanos, el 0,83 % eran amerindios, el 0,37 % eran asiáticos, el 0,17 % eran de otras razas y el 1,51 % eran de una mezcla de razas. Del total de la población el 0,34 % eran hispanos o latinos de cualquier raza.